# 344

## Nașteri
- dată necunoscută: Maria Egipteanca  (d. 421)